# Gilles Lehouillier
Gilles Lehouillier, né le 4 septembre 1953 à Lévis, est un conseiller en communication et homme politique québécois. Il est député libéral de la circonscription de Lévis à l'Assemblée nationale du Québec de 2008 à 2012.
Depuis le 3 novembre 2013, il est maire de Lévis.

## Biographie
Il obtient un diplôme d'études collégiales en administration au Collège de Lévis avant d’obtenir un baccalauréat en journalisme et communication à l’Université Laval.

### Conseiller municipal à Lauzon et Lévis
Il est conseiller municipal de l'ancienne ville de Lauzon de 1986 à 1989 et de la ville de Lévis de 1989 à 2005. Chef et porte-parole du parti municipal Le Progrès de Lévis. Il est aussi président du Comité de coordination et d’aménagement du parcours des anses; responsable de l’aménagement et construction de la Maison des Aînés de Lévis, membre du comité exécutif de la Ville de Lévis, vice-président de la Société de transport Trans-Sud, représentant de la MRC Desjardins au Comité Québec-Capitale, et membre du comité exécutif de la Société de promotion économique du Québec métropolitain.
Parmi ses réalisations au niveau municipal, on lui doit la création de la piste cyclable « Le Parcours des Anses » qui forme un corridor de 15 kilomètres, en bordure du fleuve Saint-Laurent, sur l'ancien tracé du chemin de fer du Canadien National (anciennement le Grand Tronc). Elle est inaugurée le 2 mai 2003.
En 2005, il se présente à la mairie pour le parti Démocratie Lévis, mais il est vaincu par Danielle Roy-Marinelli.

### Directeur général dans la fonction publique
De 2005 à novembre 2008, il est directeur régional au ministère des Affaires municipales et des Régions.

### Député provincial
Le 8 décembre 2008, il réussit à renverser la majorité de 7 000 voix de l'adéquiste sortant, Christian Lévesque, qui était en poste depuis le 26 mars 2007. Il l'emporte par plus de 1 450 voix sous la bannière du Parti libéral du Québec de Jean Charest, qui demandait une majorité forte à la suite d'une législature marquée par un gouvernement minoritaire.
Lors de son passage en tant que député à l'Assemblée nationale, il fait adopter deux projets de loi. Il préside le caucus des députés de son parti dans la région de Chaudière-Appalaches en plus d'être secrétaire parlementaire de la ministre de la Culture, des Communications et de la Condition féminine de 2009 à 2012. Il est défait par Christian Dubé de la Coalition avenir Québec à l'élection de 2012.

### Maire de Lévis

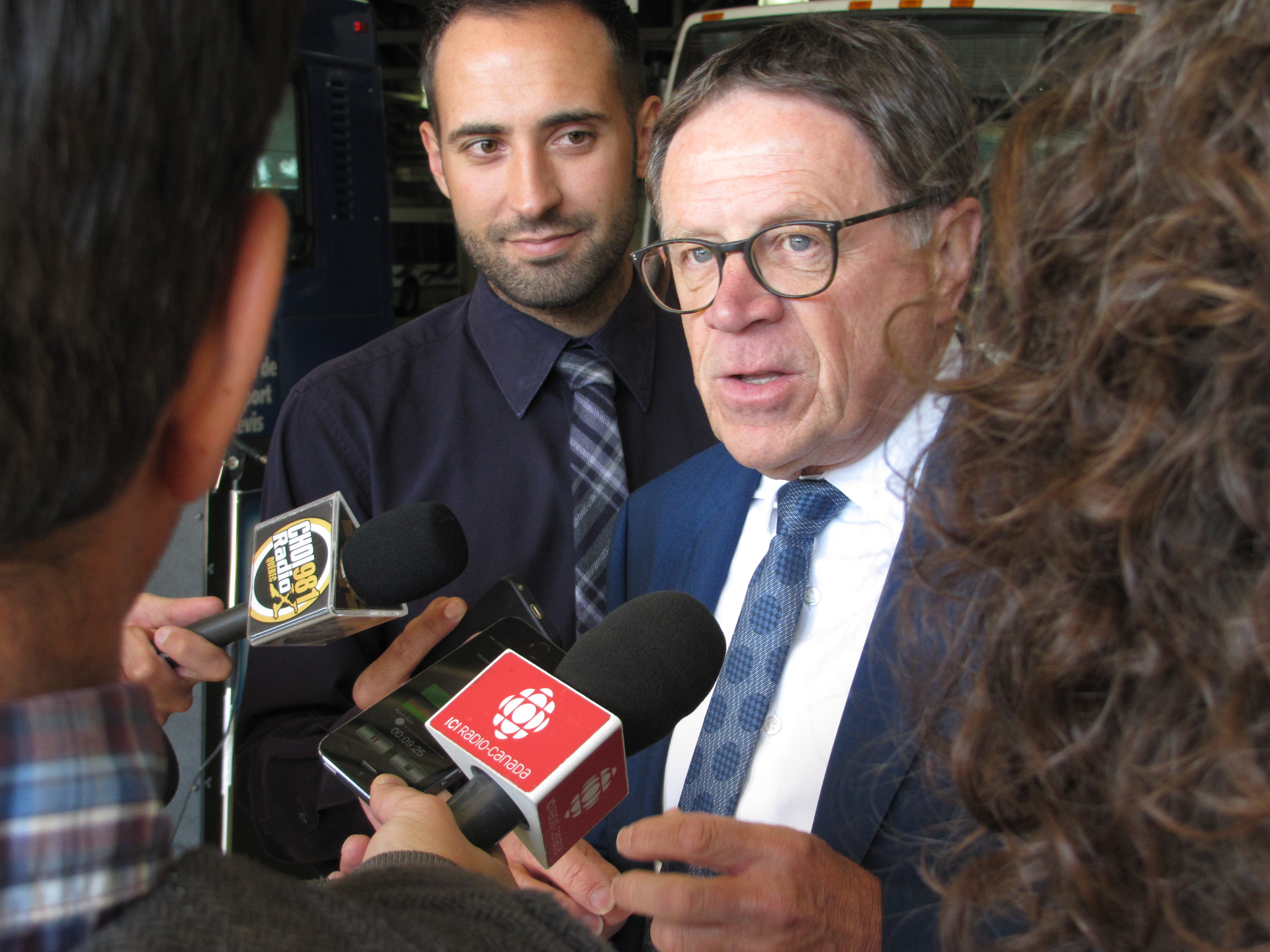
En 2015.

Après sa défaite aux élections provinciales de 2012, il revient en politique municipale sous la bannière de Lévis Force 10, la même formation devant laquelle il s'était incliné sept ans plus tôt. Il est élu maire de Lévis lors de l'élection municipale de 2013 dans une course serrée avec son adversaire, la candidate indépendante Isabelle Demers. Il est par la suite réélu pour deux autres mandats le 5 novembre 2017 puis le 7 novembre 2021 avec de fortes majorités.
Le premier magistrat de la rive-sud de Québec fait face à peu d'opposition au cours de ses deux premiers mandats puisqu'un seul élu en dehors de sa formation réussit à se faire élire, Clément Genest. Ce dernier rejoint d'ailleurs le parti du maire en 2017, pavant la voie à une victoire de la formation politique dans tous les districts de la ville.
Lors de sa troisième élection, un seul candidat réussit à se faire élire dans l'opposition, soit le comédien Serge Bonin dans le district de Saint-Étienne. Comme la formation politique de ce dernier, Repensons Lévis, a récolté plus de 20 % des suffrages, elle peut former un cabinet et bénéficie de budgets de recherche. Il en résulte certaines tensions à l'hôtel de ville, le maire ayant davantage à justifier ses actions auprès de la population,.
Défenseur notoire d'un troisième lien entre Québec et Lévis, il prend régulièrement position dans la sphère publique pour promouvoir le projet et critiquer d'autres initiatives de transport, n'hésitant pas à attaquer frontalement des personnalités politiques tels que Régis Labeaume ou François Legault. Il tente aussi d'amener d'autres acteurs à se commettre tels que Paul St-Pierre Plamondon ou Bruno Marchand.
Le 5 février 2025, après une longue réflexion, Gilles Lehouillier annonce qu'il ne se représentera pas au terme de son troisième mandat et prendra sa retraite. Il est maire de Lévis depuis son élection en 2013.

## Résultats électoraux

### Résultats municipaux
| Candidat               | Parti                 | Parti                 | Voix    | %       |         |
| ---------------------- | --------------------- | --------------------- | ------- | ------- | ------- |
| Gilles Lehouillier     |                       | Lévis Force 10        | 29 722  | 74,87 % | 74,87 % |
| Elhadji Mamadou Diarra |                       | Repensons Lévis       | 8 242   | 20,76 % | 20,76 % |
| Maryse Labranche       |                       | Indépendante          | 814     | 2,05 %  | 2,05 %  |
| André Voyer            |                       | Indépendant           | 644     | 1,62 %  | 1,62 %  |
| Chamroeun Khuon        |                       | Indépendant           | 274     | 0,69 %  | 0,69 %  |
|                        |                       |                       |         |         |         |
| Bulletins valides      | Bulletins valides     | Bulletins valides     | 39 696  | 98,93 % | 98,93 % |
| Bulletins rejetés      | Bulletins rejetés     | Bulletins rejetés     | 431     | 1,07 %  | 1,07 %  |
| Total                  | Total                 | Total                 | 40 127  | 100     |         |
| Abstentions            | Abstentions           | Abstentions           | 76 198  | 65,50 % | 65,50 % |
| Taux de participation  | Taux de participation | Taux de participation | 116 325 | 34,50 % | 34,50 % |

| Parti                             | Parti                             | Candidats                         | Voix    | %     |
| --------------------------------- | --------------------------------- | --------------------------------- | ------- | ----- |
|                                   | Lévis Force 10                    | Gilles Lehouillier                | 36 915  | 92,16 |
|                                   | Indépendant                       | André Voyer                       | 3 139   | 7,84  |
| Votes valides                     | Votes valides                     | Votes valides                     | 40 054  | 98,09 |
| Bulletins rejetés                 | Bulletins rejetés                 | Bulletins rejetés                 | 782     | 1,91  |
| Total                             | Total                             | Total                             | 40 836  | 100   |
| Abstention                        | Abstention                        | Abstention                        | 71 005  | 63,49 |
| Nombre d'inscrits / participation | Nombre d'inscrits / participation | Nombre d'inscrits / participation | 111 841 | 36,51 |

| Partis                         | Partis                              | Candidats pour la mairie | Vote   | %     |
| ------------------------------ | ----------------------------------- | ------------------------ | ------ | ----- |
|                                | Lévis Force 10 - Équipe Lehouillier | Gilles Lehouillier       | 19 524 | 38,92 |
|                                | Indépendant                         | Isabelle Demers          | 16 903 | 34,17 |
|                                | Renouveau Lévis                     | Antoine Dubé             | 8 118  | 16,41 |
|                                | Action Lévis                        | André Jean               | 2 593  | 5,24  |
|                                | Indépendant                         | Stéphane Blais           | 1 926  | 3,86  |
|                                | Indépendant                         | Incroyable Luc Cauchon   | 677    | 1,37  |
| Taux de participation : 46,4 % |                                     |                          |        |       |

| Partis                               | Partis                                                 | Candidats pour la mairie | Vote   | %     |
| ------------------------------------ | ------------------------------------------------------ | ------------------------ | ------ | ----- |
|                                      | Lévis Force 10 - Équipe Roy Marinelli                  | Danielle Roy-Marinelli   | 19 529 | 41,81 |
|                                      | Équipe Jean Garon/Parti des citoyens et des citoyennes | Jean Garon               | 13 213 | 28,29 |
|                                      | Démocratie Lévis                                       | Gilles Lehouillier       | 11 580 | 24,79 |
|                                      | Indépendant                                            | Mathieu Castonguay       | 2 390  | 5,11  |
| Nombre d'électeurs inscrits : 99 041 |                                                        |                          |        |       |

### Résultats provinciaux
|                                                                                               | Nom                          | Parti              | Nombre de voix | %      | Maj.  |
| --------------------------------------------------------------------------------------------- | ---------------------------- | ------------------ | -------------- | ------ | ----- |
|                                                                                               | Christian Dubé               | Coalition avenir   | 14 528         | 39,9 % | 3 273 |
|                                                                                               | Gilles Lehouillier (sortant) | Libéral            | 11 255         | 30,9 % | -     |
|                                                                                               | Stéphane Labrie              | Parti québécois    | 7 302          | 20 %   | -     |
|                                                                                               | Valérie C. Guilloteau        | Québec solidaire   | 1 904          | 5,2 %  | -     |
|                                                                                               | Nathaly Dufour               | Option nationale   | 669            | 1,8 %  | -     |
|                                                                                               | Luc Harvey                   | Conservateur       | 259            | 0,7 %  | -     |
|                                                                                               | Patrick Vallières            | Classe moyenne     | 242            | 0,7 %  | -     |
|                                                                                               | Yvan Rodrigue                | Parti équitable    | 126            | 0,3 %  | -     |
|                                                                                               | Carl Michaud                 | Équipe autonomiste | 76             | 0,2 %  | -     |
|                                                                                               | Paul Biron                   | Unité nationale    | 75             | 0,2 %  | -     |
| Total                                                                                         | Total                        | Total              | 36 436         | 100 %  |       |
| Le taux de participation lors de l'élection était de 79,3 % et 426 bulletins ont été rejetés. |                              |                    |                |        |       |

|                                                                                               | Nom                          | Parti               | Nombre de voix | %      | Maj.  |
| --------------------------------------------------------------------------------------------- | ---------------------------- | ------------------- | -------------- | ------ | ----- |
|                                                                                               | Gilles Lehouillier           | Libéral             | 12 646         | 38,6 % | 1 447 |
|                                                                                               | Christian Lévesque (sortant) | Action démocratique | 11 199         | 34,2 % | -     |
|                                                                                               | Jimmy Grenier                | Parti québécois     | 7 438          | 22,7 % | -     |
|                                                                                               | Valérie C. Guilloteau        | Québec solidaire    | 1 438          | 4,4 %  | -     |
| Total                                                                                         | Total                        | Total               | 32 721         | 100 %  |       |
| Le taux de participation lors de l'élection était de 64,1 % et 489 bulletins ont été rejetés. |                              |                     |                |        |       |